# Súlnafell
Súlnafell är ett berg i republiken Island. Det ligger i regionen Norðurland eystra, 300 km nordost om huvudstaden Reykjavík. Toppen på Súlnafell är 501 meter över havet.
Trakten runt Súlnafell är nära nog obefolkad, med mindre än två invånare per kvadratkilometer. Det finns inga samhällen i närheten. Trakten runt Súlnafell består i huvudsak av gräsmarker.